# Вардимиади, Юрий Дмитриевич
Георгий (Ю́рий) Дми́триевич Вардимиа́ди (груз. გიორგი (იური) დიმიტრის ძე ვარდიმიადი; 1925—1956) — советский футболист, полузащитник. Мастер спорта СССР

## Биография
Грек по происхождению.
Начинал карьеру в «Динамо» (Сухум).
В 1949 году был игроком ленинградского «Динамо».
В 1950-м перешёл в тбилисское «Динамо», за которое сыграл 85 матчей и забил 21 гол.